# Nikolaï Ivanovitch Mishusta
Nikolaï Ivanovitch Mishusta (en russe : Николай Иванович Мишуста ; 1953, Mykolaivka (ru)) est un graveur et peintre soviétique puis ukrainien.
Artiste émérite de la fédération de Russie (ru), il est membre de l'Union des artistes russes depuis 1993, du conseil d'administration de la Société des artistes de l'Union de Russie, et le président de la branche régionale de Vologda de l'Union des artistes russes depuis 2000.
Mishusta est connu internationalement pour ses monotypes en couleur, pour lesquelles il a développé sa propre technique originale.
En reconnaissance de son activité créatrice, Mishusta a reçu de nombreuses distinctions et est devenu une personnalité publique, un représentant dans un certain nombre d'organisations publiques en Russie.

## Biographie
Nikolaï Ivanovitch Mishusta naît le 13 mai 1953 à Mykolaivka (ru), dans le district de Petropavlovsk (ru), dans l'oblast de Dnipropetrovsk (alors en URSS et aujourd'hui en Ukraine).
Il est diplômé de l'école d'art d'État d'Odessa, puis de l'Institut ukrainien de polygraphie à Lvov (1977-1983),,,,.
Mishusta se rend à Vologda pour la première fois en 1977. La nature du nord russe l'impressionne tellement qu'il s'y installe dès l'année suivante ; il associe à cet endroit toutes ses trouvailles artistiques. Mishusta travaille avec des tirages sur chevalet[Quoi ?] en couleur et en noir et blanc. Il s'essaye à de nombreuses techniques de l'estampe et expérimente avec des paysages et des natures mortes. D'abord graphiste, et se spécialise ensuite dans la technique unique du monotype en couleur, dont il développe ses propres techniques,,,,,,,,.
En 1993, Mishusta devient membre de l'Union des artistes russes. En 2005, il reçoit le titre d'artiste émérite de la fédération de Russie (ru). De 2000 à 2007 et depuis 2010, il est le président de la branche régionale de Vologda de l'Union des artistes russes,,,, puis membre du conseil d'administration de l'organisation.
En reconnaissance de son activité créatrice, Mishusta a reçu de nombreuses distinctions et est devenu une personnalité publique, un représentant dans un certain nombre d'organisations publiques en Russie,,.

## Œuvre

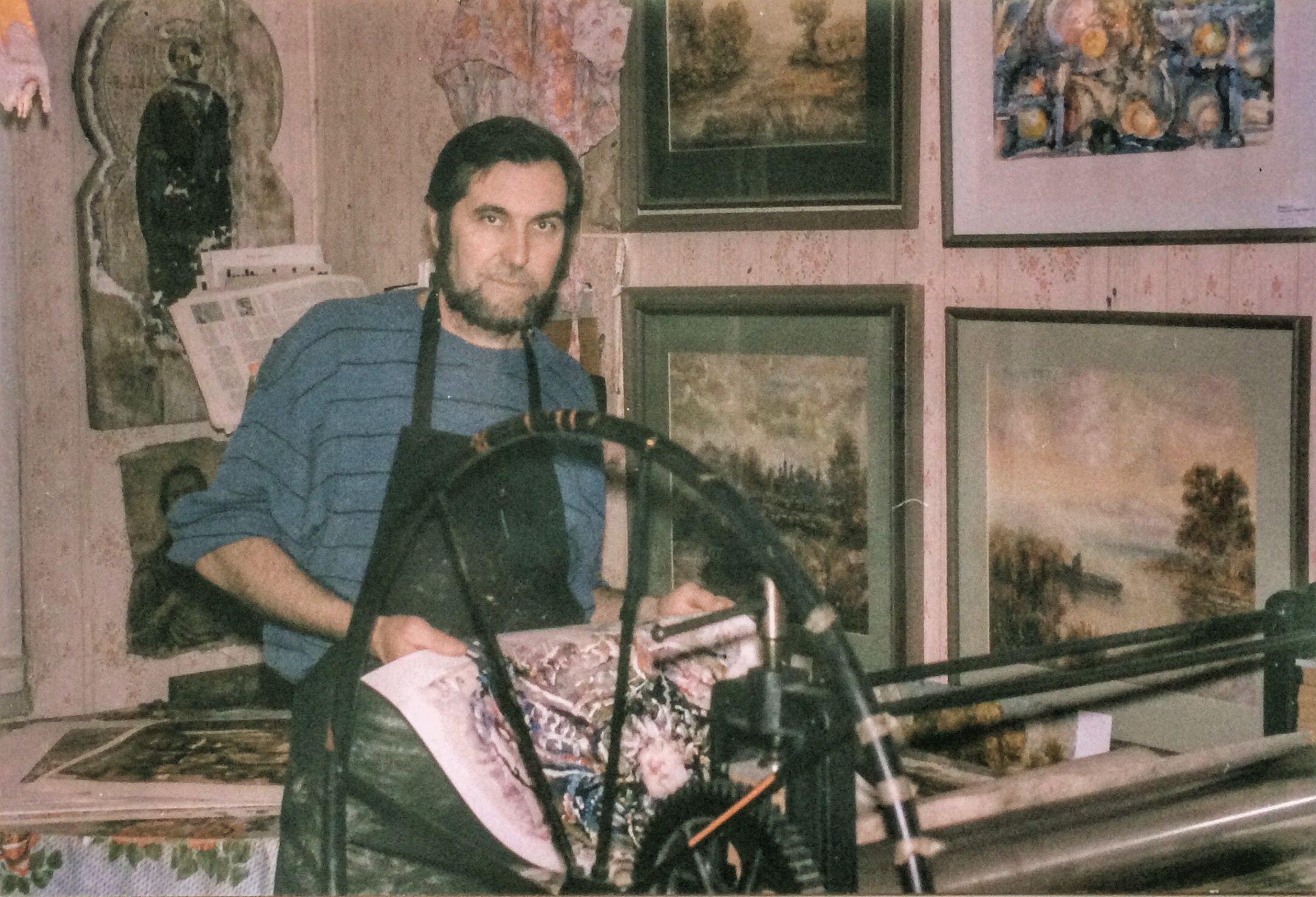
Mishusta dans son atelier.

Nikolaï Ivanovitch Mishusta s'est spécialisé dans la technique du monotype. Le processus basique de création d'un monotype consiste à appliquer un dessin fait avec de la peinture à l'huile sur une plaque de métal polie, qui est ensuite transférée sur le papier par une impression faite au moyen d'une presse. L'artiste doit tenir compte de divers facteurs, notamment la densité de la couche d'encre, la texture du papier et même la pression de la presse sur la plaque d'impression. La particularité du monotype est que l'artiste n'obtient qu'une seule et unique estampe avec ce processus, d'où le nom de monotype.
Mishusta décrit sa technique comme suit : « Je ne travaille pas sur le zinc, mais sur de grandes plaques de plastique, je les huile avec des solvants spéciaux pour qu'elles restent fraîches longtemps et les transfère ensuite sur du carton ou d'autres supports. J'imprime sur des supports durs qui n'absorbent pas l'encre et conservent la fraîcheur de l'impression. En même temps, je n'utilise pas d'agents de blanchiment pour ne pas obscurcir les couleurs. J'utilise le principe de l'aquarelle monotype où le sol transparaît et cela crée une fraîcheur et un éclat de la couche de couleur. » Lors de la création de telles œuvres, l'artiste peint toutes les images sur la surface de base en miroir, de sorte que l'image souhaitée apparaisse à l'impression.

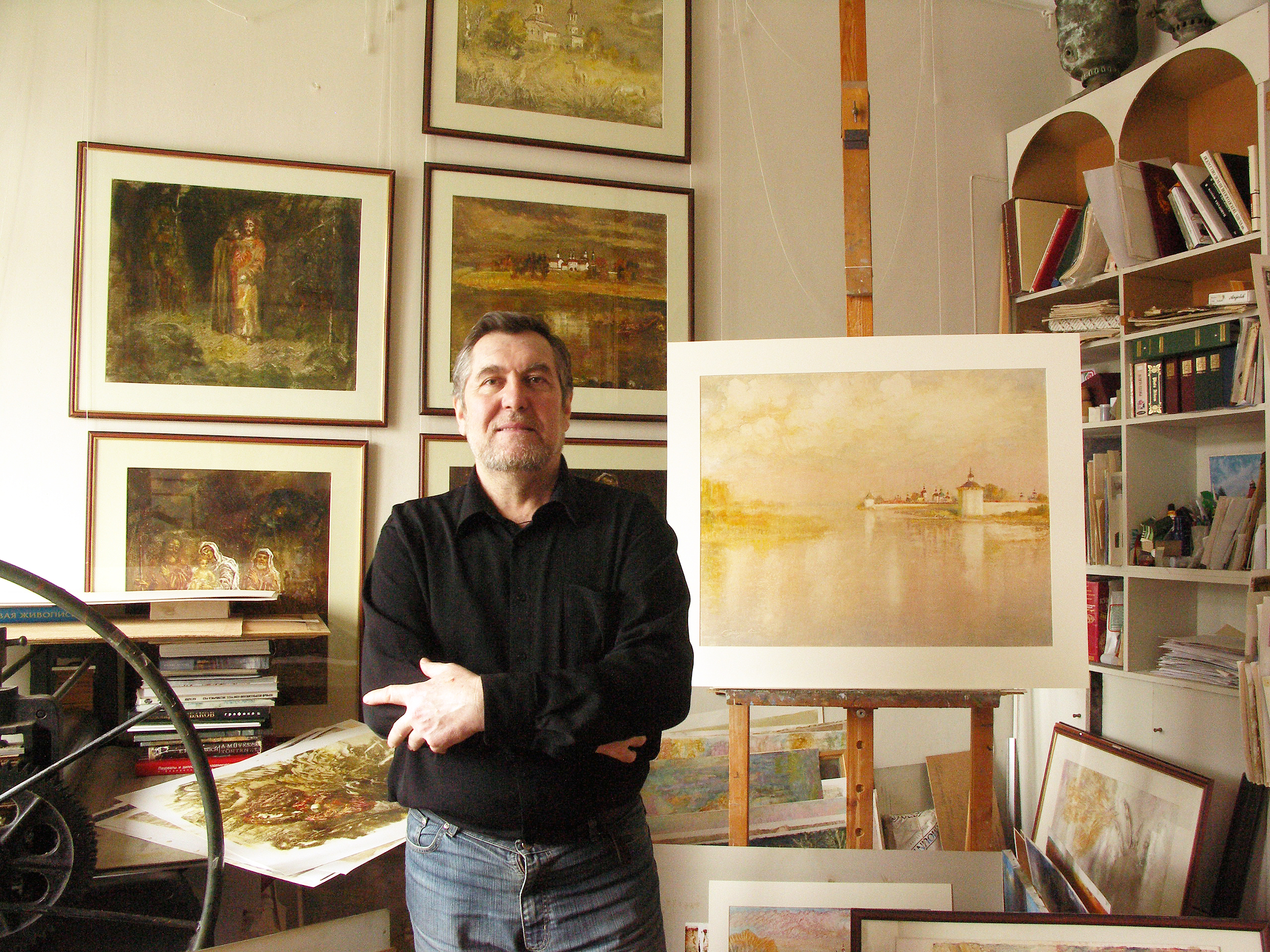
Mishusta devant ses œuvres en 2008.

Sa méthode de création de monotype multicouche s'apparente aux méthodes des peintres de l'école classique, qui créaient leurs œuvres par étapes, de l'esquisse à la glaçure en passant par la sous-peinture. L'artiste peint ses œuvres en une seule fois, sinon la peinture sèche et l'impression échoue ; il peut néanmoins mettre plusieurs heures à les achever. « Quand je me plonge dans un état d'extase créative, si l'on peut dire, j'oublie tout dans le monde. C'est là que je veux exprimer mes sentiments et avoir le temps de terminer le travail. Le plaisir de l'improvisation est précisément de tout faire en une fois,. »
Le thème biblique occupe une place particulière dans l'œuvre de l'artiste. Selon Nikolaï Mishusta, c'est « un thème éternel avec une frontière philosophique réelle,, ». Mishusta dit de sa technique : « Le monotype est une technique ancienne, mais quelles possibilités elle offre ! Tout peut être fait avec elle : la profondeur d'un sujet biblique, les transitions lyriques et subtiles d'un paysage, les tendres personnages féminins, et les épisodes dramatiques ! Ses peintures semblent être remplies de légèreté, de musique, d'art, et on ne pense même pas à la laboriosité de ce travail,. »
Mishusta ne pratique pas que le monotype. Il réalise des estampes en couleurs au moyen d'autres techniques de l'estampe telles que l'eau-forte, l'aquatinte et la manière noire. Il peint aussi à la peinture à l'huile de plein air, afin de mieux capter les couleurs de ses compositions, qu'il va retravailler par la suite.
Ses œuvres sont notamment conservées dans les collections de la Vologda Regional Picture Gallery, le Kirillo-Belozersky Historical, Architectural and Art Museum-Reserve et d'autres musées de Russie et d'ailleurs,.